# Orlando Mora
Orlando Mora es un crítico de cine nacido en Medellín, Colombia. 
Estudió Derecho en la Universidad de Antioquia. En 1965 fue Secretario del Cine Club de Medellín y luego en 1971 pasó a dirigirlo. 
Ha sido profesor de Cine en la Universidad Pontificia Bolivariana de 1966 a 1969. Actualmente, 2007, es miembro del Comité de la revista Cuadro y colabora en diversas revistas: Cine, Cinemateca y Kinetoscopio. Asimismo, es crítico de cine del periódico antioqueño El Mundo.

## Obras
Ha publicado los libros: 
- Que nunca llegue la hora del olvido (1986)
- La música que es como la vida (1990)
- Escrito en el viento (1994).

- Datos: Q6053085